# Rhagonycha
Rhagonycha es un género de escarabajos de la familia Cantharidae. Hay por lo menos 140 especies. Se distribuyen por Eurasia y Norteamérica. Se considera que han existido desde el Eoceno superior.
Lista de especies:

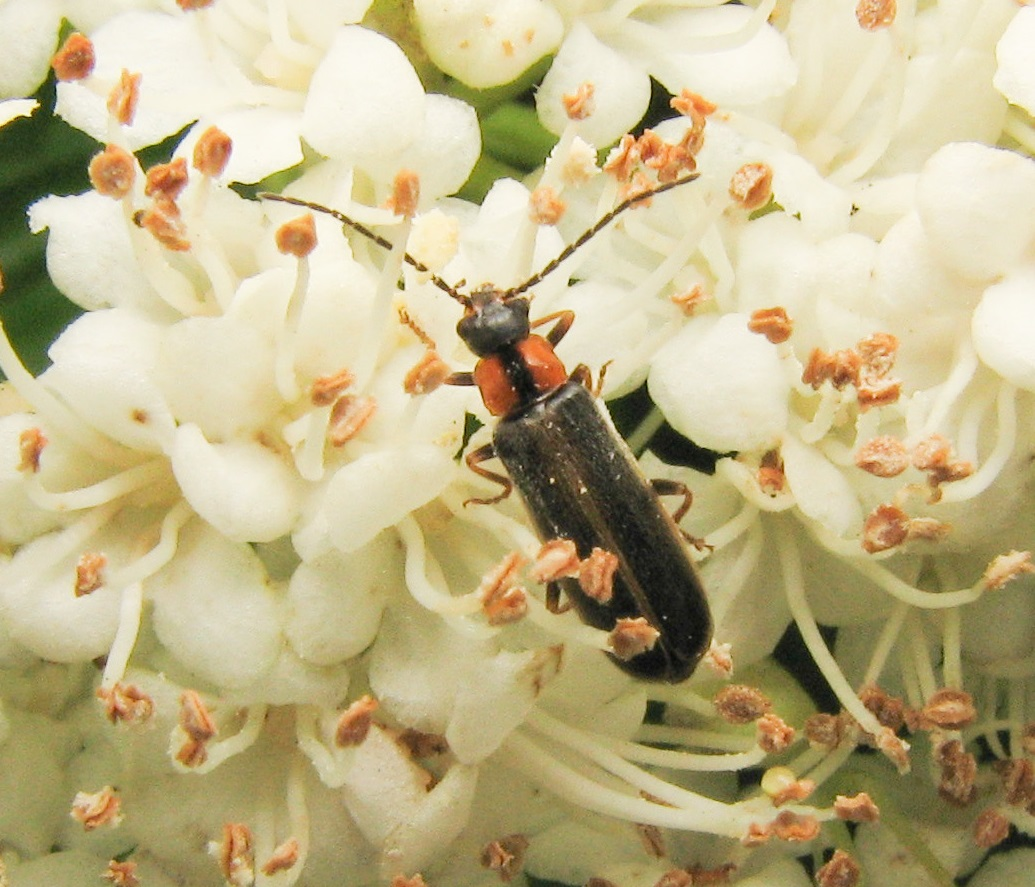
Rhagonycha recta

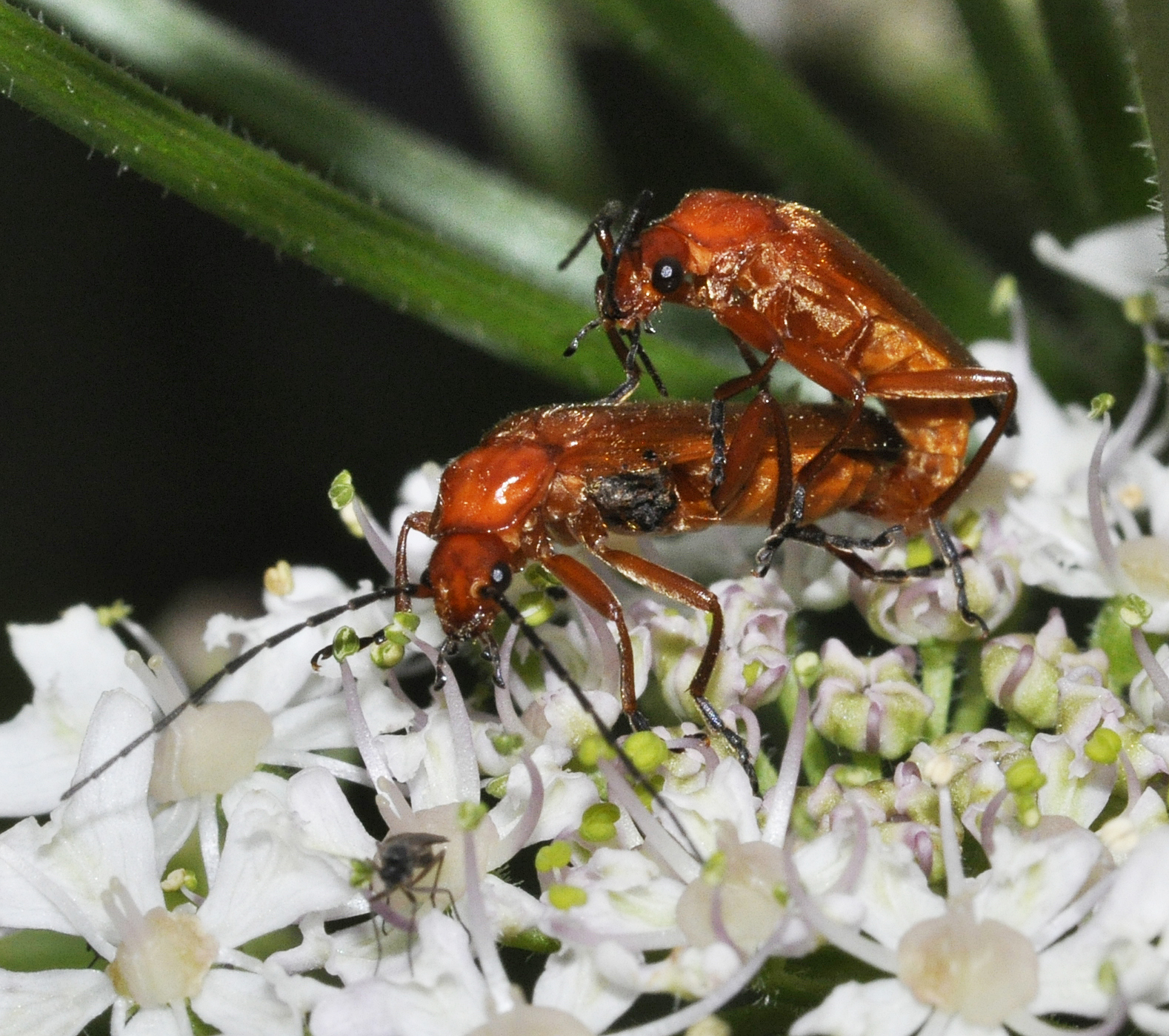
Rhagonycha fulva

- Rhagonycha adanensis Dahlgren, 1968
- Rhagonycha aibgaena Kazantzev, 1992
- Rhagonycha alagoesa (Reitter, 1893)
- Rhagonycha alaskensis Fender, 1972
- Rhagonycha amaguensis Svihla, 1995
- Rhagonycha anapensis Dahlgren, 1985
- Rhagonycha anatolica Dahlgren, 1968
- Rhagonycha andalusica Dahlgren, 1975
- Rhagonycha angulosa Kazantsev, 1994
- Rhagonycha antennata Svihla, 2004
- Rhagonycha arakawadakensis (Sato, 1976)
- Rhagonycha asiatica Wittmer, 1971
- Rhagonycha atrovaria Wittmer, 1971
- Rhagonycha benedikti Svihla, 2002
- Rhagonycha bernhaveri Wittmer, 1972
- Rhagonycha bicolor Takahashi & Imasaka, 1997
- Rhagonycha bimucronata Svihla, 2005
- Rhagonycha bodemeyeri Dahlgren, 1968
- Rhagonycha bohaci Svihla, 1990
- Rhagonycha bomdiensis Wittmer, 1989
- Rhagonycha brancuccii Svihla, 1993
- Rhagonycha carolusi Svihla, 1993
- Rhagonycha catei Svihla, 1993
- Rhagonycha caucasica Wittmer, 1972
- Rhagonycha chironi Svihla, 2006
- Rhagonycha chirorodakensis Kazantzev & Takahashi, 2001
- Rhagonycha chtaurana Svihla, 1977
- Rhagonycha compacta Wittmer, 1972
- Rhagonycha complicans Dahlgren, 1979
- Rhagonycha confusa Dahlgren, 1975
- Rhagonycha cryptica Dahlgren, 1968
- Rhagonycha curvipes Svihla, 2005
- Rhagonycha dahlgreni Wittmer, 1972
- Rhagonycha disconigra (Pic, 1907)
- Rhagonycha divisa Dahlgren, 1972
- Rhagonycha dolini Svihla, 1995
- Rhagonycha drienensis Dahlgren, 1978
- Rhagonycha duplicata Dahlgren, 1968
- Rhagonycha dvoraki Svihla, 1995
- Rhagonycha elongatipes Wittmer, 1972
- Rhagonycha erevanensis Dahlgren, 1985
- Rhagonycha erimoensis Kazantzev & Takahashi, 2001
- Rhagonycha esfandiarii Wittmer, 1972
- Rhagonycha falcifer Dahlgren, 1972
- Rhagonycha flavicornis Kazantzev, 1992
- Rhagonycha flavotibialis Medvedev & Ryvkin, 1989
- Rhagonycha flavus (Pic, 1926)
- Rhagonycha fonticola Kazantsev, 1994
- Rhagonycha fulva (Scopoli, 1763)
- Rhagonycha fulvaliena Svihla, 1995
- Rhagonycha fulvonlgra Dahlgren, 1972
- Rhagonycha furcata Wittmer, 1997
- Rhagonycha furcatiformis Wittmer, 1997
- Rhagonycha gansuensis Svihla, 1995
- Rhagonycha georgiana Kazantzev, 1992
- Rhagonycha ghilanensis Dahlgren, 1985
- Rhagonycha gillerforsi Svihla, 1993
- Rhagonycha gruziana Wittmer, 1972
- Rhagonycha hagai Kazantzev & Takahashi, 2001
- Rhagonycha helleni Dahlgren, 1968
- Rhagonycha hetitica Wittmer, 1972
- Rhagonycha hokkaidoensis Kazantzev & Takahashi, 2001
- Rhagonycha holzschuhi Wittmer, 1972
- Rhagonycha hubeiana Wittmer, 1997
- Rhagonycha hyperborea Kazantsev, 1994
- Rhagonycha hyrcana Svihla, 2002
- Rhagonycha iberica Dahlgren, 1975
- Rhagonycha icelica Svihla, 1995
- Rhagonycha improvisa Dahlgren, 1976
- Rhagonycha indistincta Medvedev & Ryvkin, 1989
- Rhagonycha intermedia Wittmer, 1972
- Rhagonycha interpositus Dahlgren, 1978
- Rhagonycha iranica Wittmer, 1972
- Rhagonycha itoi Kazantzev & Takahashi, 2001
- Rhagonycha jindrai Svihla, 2002
- Rhagonycha kabakovi Kazantsev, 1994
- Rhagonycha kadleci Svihla, 2002
- Rhagonycha kantnerorum Svihla, 2005
- Rhagonycha kanwonensis Svihla, 1995
- Rhagonycha karsensis Svihla, 1995
- Rhagonycha kazakhstanica Svihla, 2006
- Rhagonycha kazantsevi Svihla, 1995
- Rhagonycha kefallinica Dahlgren, 1975
- Rhagonycha kobiensis Dahlgren, 1975
- Rhagonycha koreaensis Kang & Kim, 2000
- Rhagonycha kronbladi Svihla, 1993
- Rhagonycha kurbatovi Kazantsev, 1994
- Rhagonycha kurdistana Svihla, 1983
- Rhagonycha lederi Pic, 1909
- Rhagonycha lencoranica Kazantzev, 1992
- Rhagonycha limbatella Wittmer, 1997
- Rhagonycha longula Dahlgren, 1968
- Rhagonycha lundbergi Svihla, 1993
- Rhagonycha luristana Svihla, 1995
- Rhagonycha macedonica Dahlgren, 1985
- Rhagonycha maceki Svihla, 1983
- Rhagonycha machulkai Svihla, 1993
- Rhagonycha manipurensis Wittmer, 1989
- Rhagonycha marginithorax Wittmer, 1972
- Rhagonycha marocana Svihla, 1990
- Rhagonycha matisi Kazantsev, 1994
- Rhagonycha meghalayana Wittmer, 1989
- Rhagonycha melanodera (Eschsch, 1818)
- Rhagonycha meridionalis Dahlgren, 1975
- Rhagonycha mimica Medvedev & Ryvkin, 1989
- Rhagonycha mlikovskyi Svihla, 1995
- Rhagonycha mongolica Wittmer, 1971
- Rhagonycha monticola Dahlgren, 1985
- Rhagonycha morvani Wittmer, 1974
- Rhagonycha neglecta Dahlgren, 1975
- Rhagonycha nevadensis Svihla, 1995
- Rhagonycha nigroimpressa (Pic, 1922)
- Rhagonycha nopporensis Wittmer, 1971
- Rhagonycha nurdagensis Wittmer, 1972
- Rhagonycha oboensis Kazantsev, 1994
- Rhagonycha ondreji Svihla, 2006
- Rhagonycha orientalis Dahlgren, 1968
- Rhagonycha osellai Svihla, 1993
- Rhagonycha osmana (Wittmer)
- Rhagonycha pacifica Kazantsev, 1994
- Rhagonycha paflagonica Svihla, 2004
- Rhagonycha pamphylica Wittmer, 1972
- Rhagonycha parnassica Svihla, 2006
- Rhagonycha parviocellata Kang & Kim, 2000
- Rhagonycha pekinensis Svihla, 2002
- Rhagonycha peteri Svihla, 1995
- Rhagonycha pfefferi Svihla, 1977
- Rhagonycha piciana Dahlgren, 1975
- Rhagonycha planicollis Kazantsev, 1994
- Rhagonycha prijutensis Kazantzev, 1992
- Rhagonycha prudeki Svihla, 2002
- Rhagonycha pseudoconsociata Dahlgren, 1968
- Rhagonycha pseudogeniculata Kazantzev & Takahashi, 2001
- Rhagonycha pseudoreitteri Kazantsev, 2001
- Rhagonycha pseudorossica Kazantzev, 1992
- Rhagonycha rambouseki Svihla, 1993
- Rhagonycha rassouli Wittmer, 1981
- Rhagonycha reflexa Wittmer, 1972
- Rhagonycha refopallida Wittmer, 1972
- Rhagonycha reitteri Dahlgren, 1975
- Rhagonycha richteri Wittmer, 1972
- Rhagonycha robusticornis Wittmer, 1972
- Rhagonycha rossica Wittmer, 1972
- Rhagonycha roubali Svihla, 1977
- Rhagonycha ruzickai Svihla, 2002
- Rhagonycha rydhi Svihla, 1993
- Rhagonycha safraneki Svihla, 2002
- Rhagonycha satoi Svihla, 2006
- Rhagonycha saurica Kazantsev, 1994
- Rhagonycha schneideri Svihla, 2006
- Rhagonycha semifumatus (Fairmaire, 1889)
- Rhagonycha sibirica Wittmer, 1971
- Rhagonycha sihotana Kazantsev, 1994
- Rhagonycha similata Dahlgren, 1976
- Rhagonycha spinosa Wittmer, 1997
- Rhagonycha stanislavi Svihla, 2002
- Rhagonycha striatofrons Dahlgren, 1972
- Rhagonycha stusaki Svihla, 1992
- Rhagonycha syriaca Dahlgren, 1968
- Rhagonycha taiwanonigra Wittmer, 1982
- Rhagonycha takizawai Kazantzev & Takahashi, 2001
- Rhagonycha talyschensis Khnzoryan, 1962
- Rhagonycha tbllisiana Svihla, 1977
- Rhagonycha testaceopallida Wittmer, 1997
- Rhagonycha tibetana Svihla, 2002
- Rhagonycha tridentata Wittmer, 1972
- Rhagonycha tryznai Svihla, 2002
- Rhagonycha tseiana Kazantzev, 1992
- Rhagonycha turcica Wittmer, 1972
- Rhagonycha ulaensis Kazantsev, 1994
- Rhagonycha upepesankensis Kazantzev & Takahashi, 2001
- Rhagonycha uralensis Dahlgren, 1972
- Rhagonycha vartiani Svihla, 1993
- Rhagonycha voriseki Svihla, 1977
- Rhagonycha walteri Svihla, 1993
- Rhagonycha weichowensis Wittmer, 1997
- Rhagonycha yunnana Wittmer, 1997
- Rhagonycha zwicki Wittmer, 1972